# Augustus Pugin
Augustus Welby Northmore Pugin (1. března 1812 Londýn – 14. září 1852 Ramsgate) byl anglický architekt a teoretik architektury. Je považován za jednoho ze zakladatelů a nejdůležitějších představitelů novogotiky (Gothic revival).

## Život

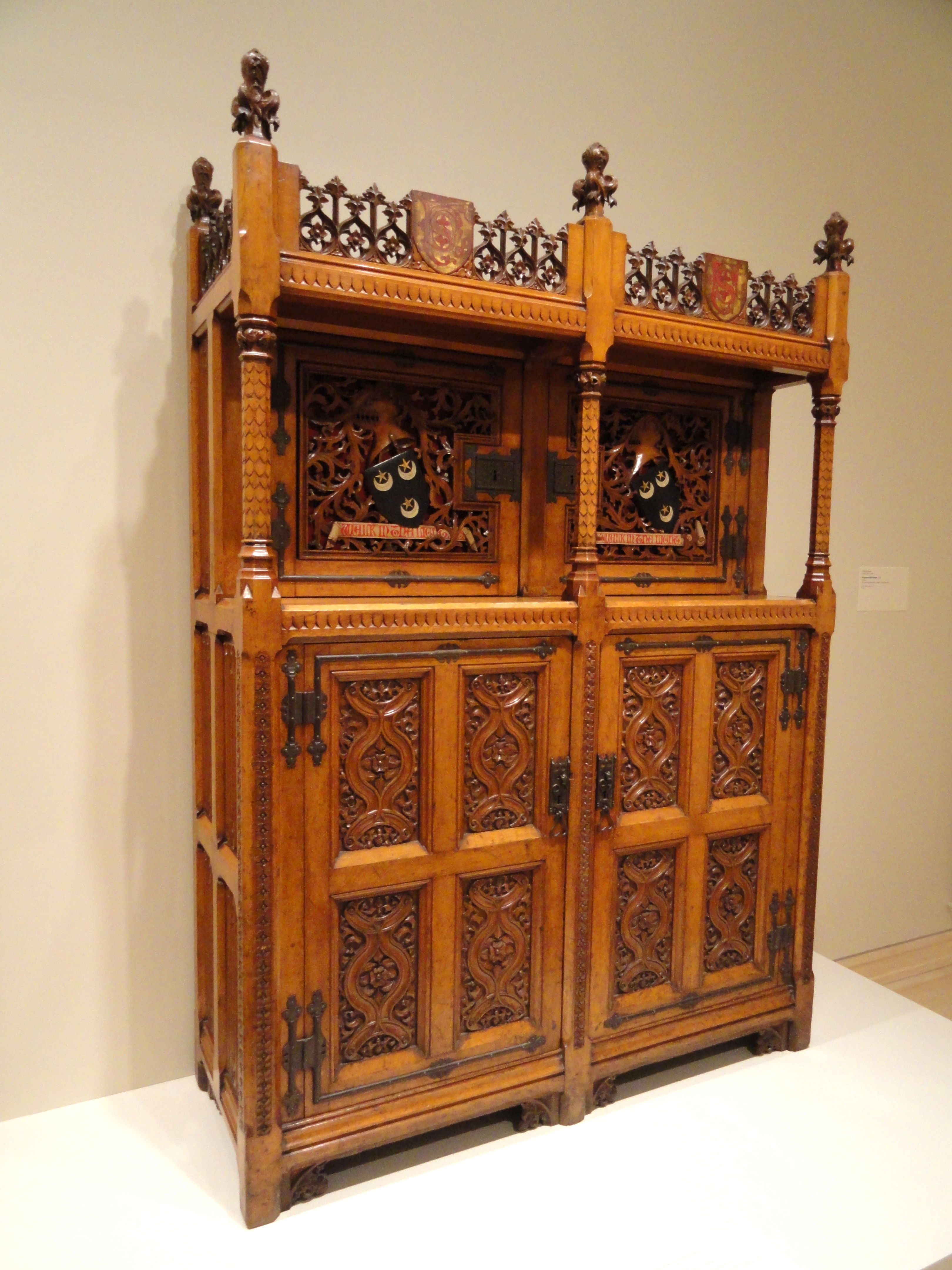
Skříň Augusta Pugina, kolem roku 1847

Pugin byl synem architekta a teoretika architektury Augusta Charlese Pugina (1762–1832), který se přistěhoval do Británie z Francie a mimo jiné navrhl detaily v gotickém stylu pro Johna Nashe. Jeho syn, Edward Welby Pugin (1834–1875), byl také architektem.
Augustus Welby Pugin získal základní vzdělání ve škola Christ’s Hospital. V raném věku zaujal místo mezi studenty svého otce a doprovázel ho mimo jiné do Normandie, kde studoval gotickou architekturu. Pomohl také svému otci vytvořit řadu studií gotické architektury a dekorací.
Pugin velmi brzy prokázal velký talent pro kreslení a navrhování gotických forem. Ve věku 15 let již pracoval pro londýnskou společnost Morchel & Seddon a navrhoval pro ně gotický nábytek nábytek určený pro hrad Windsor. Zároveň pracoval na volné noze a navrhoval nábytek a práce uměleckého kovářství pro další londýnské společnosti. V 17 letech založil Pugin vlastní malou firmu dodávající nábytek a dekorativní řezbářské práce pro interiéry. Po počátečním úspěchu ji však musel v roce 1831 zavřít. Pugin miloval divadlo a byl také činný jako scénograf v divadle Covent Garden Theatre, zejména v baletní adaptaci románu Kenilworth Waltera Scotta.
V roce 1833 pracoval se sirem Charlesem Barrym na návrhu školy King Edward’s School v Birminghamu. Toto obchodní spojení vyvrcholilo v letech 1835/36 spoluprací na návrhu nové budovy budov Parlamentu, kterou byl Barry pověřen. Rok 1835 byl každopádně bodem zlomu v Puginově kariéře. Byla vydána jeho kniha Gotický nábytek ve stylu patnáctého století, která nabídla nové chápání technik středověkého designu. Ve stejném roce koupil malý pozemek v Laverstocku poblíž Salisbury, na kterém si on a jeho rodina postavili dům St. Marie's Grange ve stylu 15. století. A navíc konvertoval, co pro něj bylo ještě důležitější, k římskokatolické víře.
Vzhledem k jeho předčasné smrti trvalo jeho aktivní tvůrčí období architekta jen něco málo přes deset let.

## Dílo a profesionální kariéra

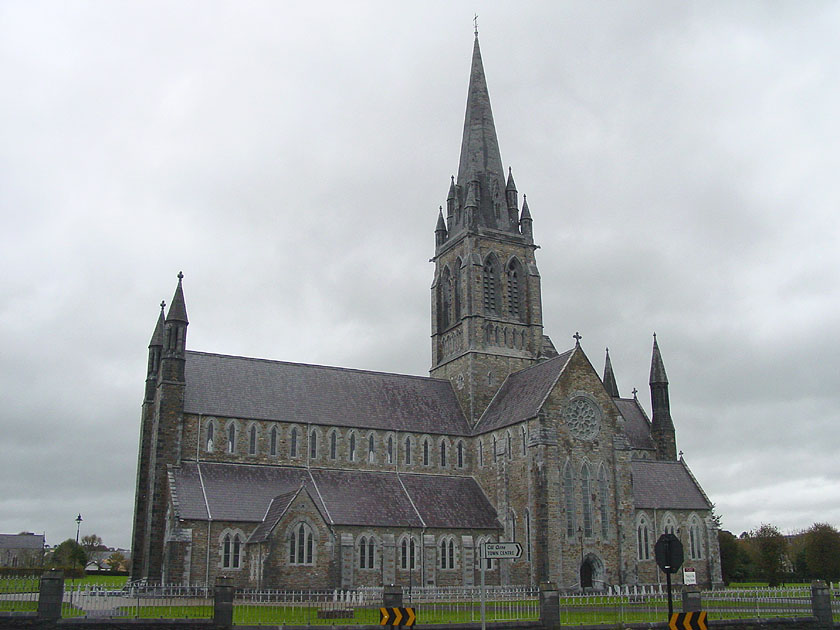
Katedrála Panny Marie, Killarney

Pugin byl jedním z nejvýznamnějších zastánců novogotiky v Anglii. Klasicismus, v té době stále převládající, považoval za nehodný křesťanské země. Se stylem Gothic revival, gotickým obrozením, jenž považoval za křesťanský, spojil naději na náboženskou obnovu. Tyto názory ve svých spisech horlivě obhajoval, a proto je považován za předchůdce teorií Johna Ruskina. Jeho spis The True Principles of Pointed or Christian Architecture (Pravé principy špičaté neboli křesťanské architektury) z roku 1841 byl pro novogotiku průkopnický. Na rozdíl od emotivnosti jeho teorií je však jeho architektura, kreslená lehkou rukou, obecně považována za poněkud chladnou.
Hlavním klientem Pugina s více než 60 církevními budovami byla katolická církev, pro kterou také navrhl svá nejlepší stavitelská díla. Patřily mezi ně katedrála sv. Jiří v londýnské čtvrti Southwark (1841–1848), katedrála v Nottinghamu (1844), katedrála v Newcastle upon Tyne (1844), kostel sv. Augustina v Ramsgate (1851) a v Irsku také katedrála sv. Aidana v Enniscorthy (1843–1849) a katedrála Panny Marie z Killarney (1840–1855).

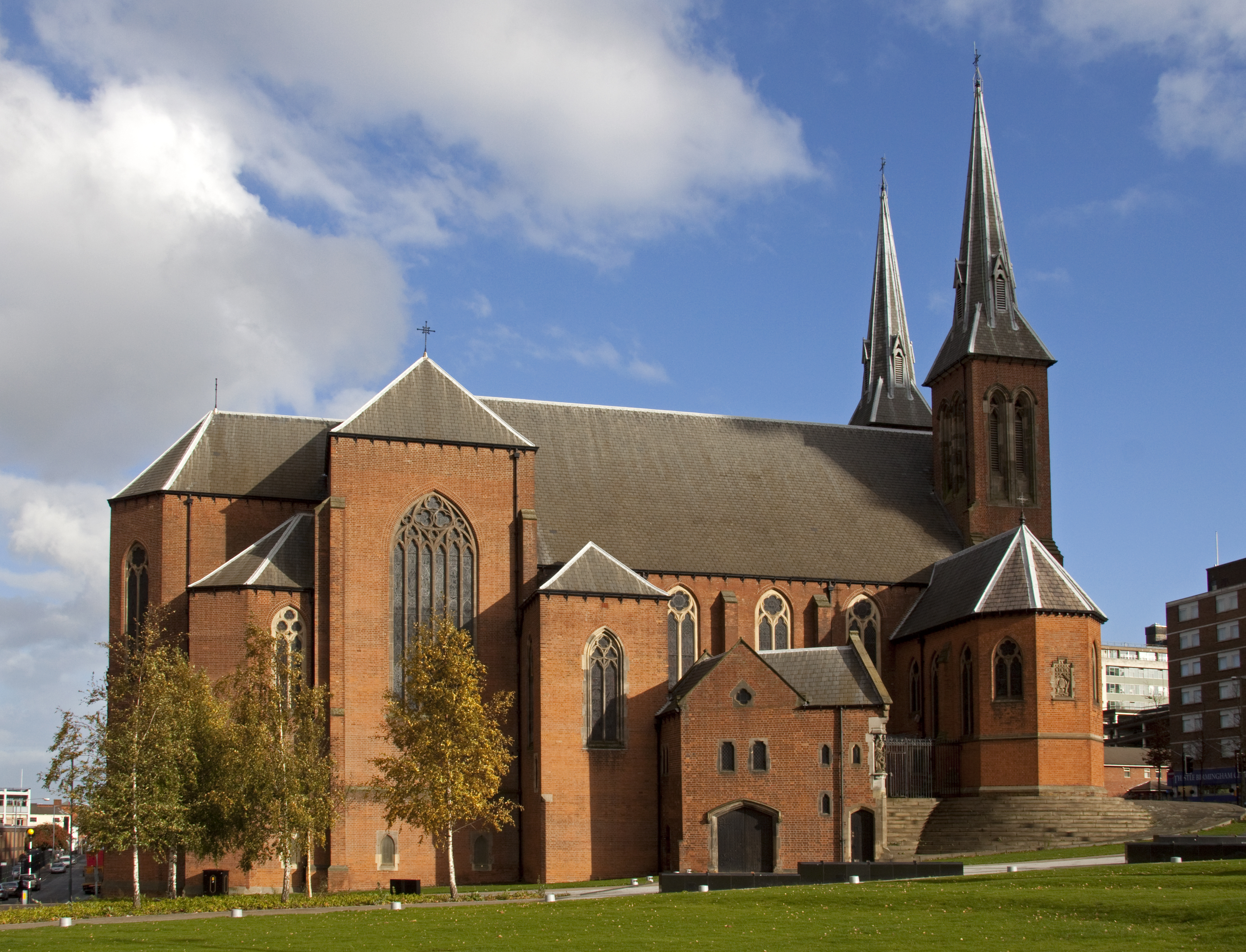
Katedrála sv. Chada, Birmingham, postavená v letech 1839 až 1841 podle plánů Augusta Pugina

Mezi jeho nejvýznamnější církevní stavby patří římskokatolická katedrála sv. Chada v Birminghamu, první katedrála postavená v Anglii od reformace. Zvenku se Sv. Chad prezentuje jednoduše jako cihlová budova s kamenným orámováním oken a bran a dvěma věžemi; původně plánovaná sanktusníková věž nad kněžištěm, která by konstrukci opticky vyvážila, bohužel nebyla realizována. Uvnitř třílodního sálového kostela je bohatá vnitřní architektura typická pro Pugina; to platilo zejména pro letner, který již v Sv. Chadu není.
V letech 1837 až 1840 se Puginovo architektonické dílo stávalo stále populárnějším. V roce 1837 se kontaktoval s vedením školy St. Mary's College v Oscottu, které ho pověřilo dokončením nové kaple a výzdobou nové koleje. Pro kapli navrhl Pugin apsidu s nápadným hřebenem, barevnými okny kněžiště, výzdobou klenby, kamennou kazatelnou a gotickými paramenty. Retábl hlavního oltáře sestavil ze starých řezbářských prací z kontinentu. Na pohledovou stranu hlavního oltáře použil smaltované desky z Limoges. Jako další vybavení získal zpovědnice, lavičky a vyřezávanou kazatelnu ze 17. století z kostela sv. Gertrudy v Lovani. Ke koleji přistavěl Pugin dvě brány a přidal věž, tzv. Puginův noční čepec.
Mezi další práce patří návrh interiérů opatství Erdington Abbey a školy Oscott College v Birminghamu. Navrhl také budovy pro školy College St. Patrick a College St. Mary v Maynoothu.
V letech 1840 až 1844 Puginův vliv vyvrcholil. Z tohoto období pochází katedrála sv. Barnabáše v Nottinghamu, návrhy pro Balliolovu kolej v Oxfordu (1843), kostel sv. Jiljí v Cheadle v hrabství Staffordshire (1841–1846), a rozsáhlé opravy a doplňky v Alton Towers ve Staffordshire. Kromě toho Pugin ovlivnil i několik dalších britských architektů. Nejvýznamnějším příkladem je skotský architekt James Gillespie Graham, který v duchu Puginovy architektury navrhl řadu kostelů a reprezentativních budov ve Skotsku.

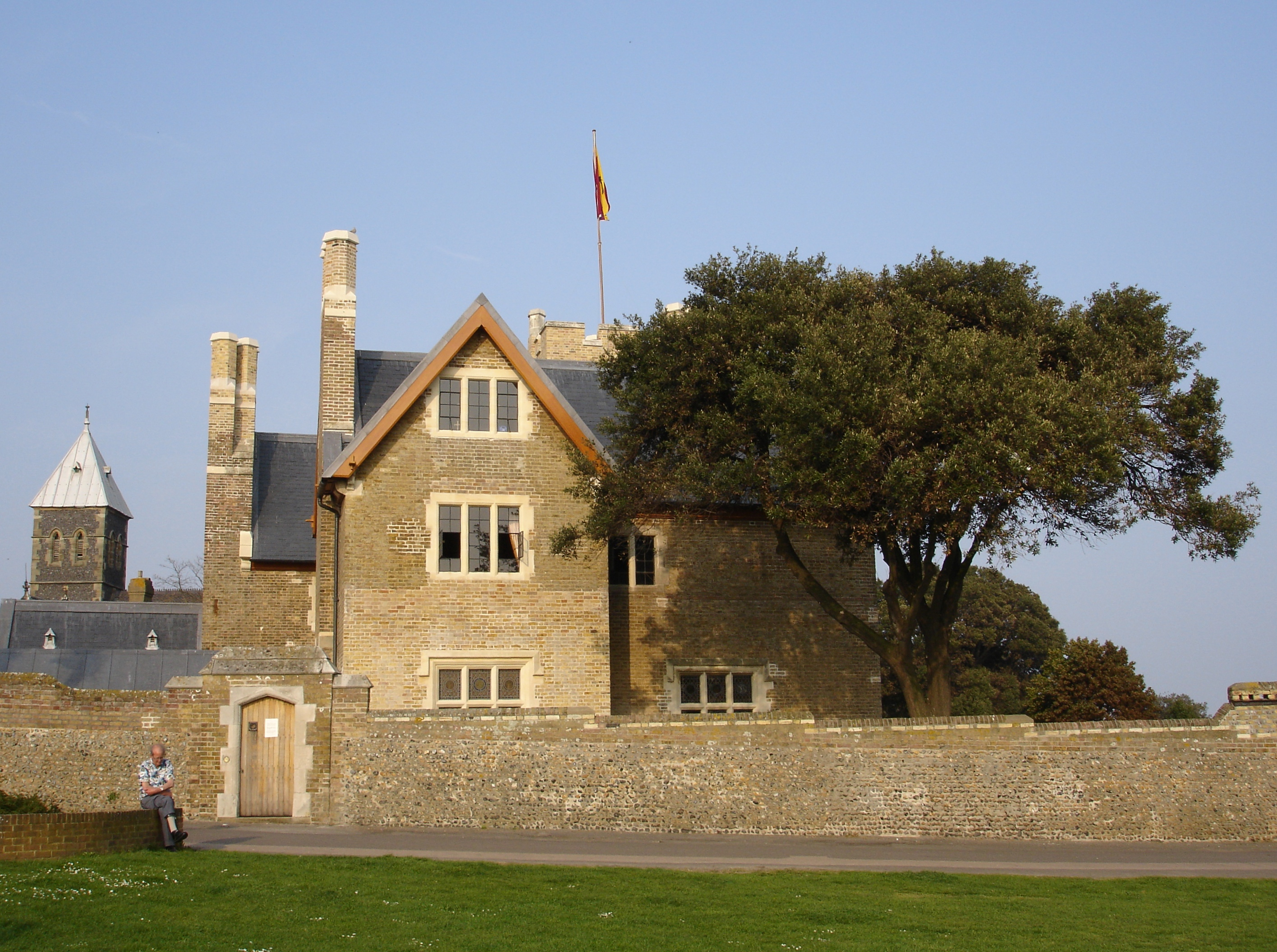
St. Augustine's Grange, Ramsgate

K posledním významným Puginovým pracím patří jeho vlastní dům, St. Augustine's Grange a blízký kostel St. Augustine's Church v Ramsgate. Rodinná kaple v Bictonu v Devonu, výzdoba Sněmovny lordů a kaple St. Edmund's College v Old Hall Green v Hertfordshiru jsou elegantní a přesto plně gotické. Během posledních let pokračoval ve spolupráci se sirem Charlesem Barrym na novém Westminsterském paláci; navrhl fasádu zvonice Big Benu, svou vůbec nejslavnější budovu. A pracoval na Křešťálovém paláci pro světovou výstavu v Londýně, když se v roce 1851 zhroutil a brzy na to zemřel.